# Arthur Krock

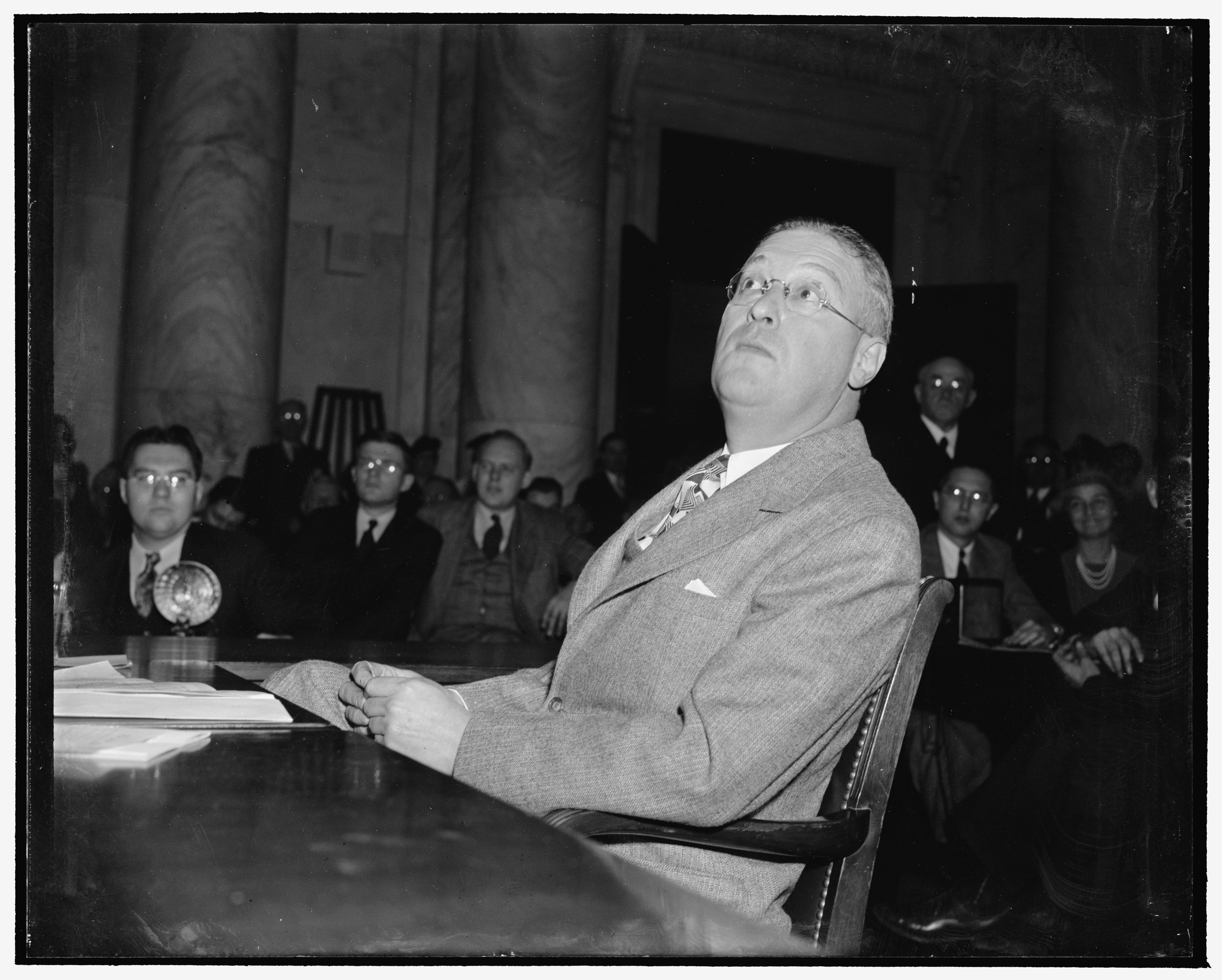
Arthur Krock (1939)

Arthur Krock (* 16. November 1886 in Glasgow, Kentucky; † 12. April 1974 in Washington, D. C.) war ein US-amerikanischer Journalist. Er wurde mit der Presidential Medal of Freedom ausgezeichnet und ist dreifacher Pulitzer-Preisträger.

## Leben
Arthur Krock war der Sohn des Buchhalters Joseph Krock und dessen Frau Caroline Morris, die beide deutschjüdischer Herkunft waren. Als Sechsjähriger zog er zu seinen Eltern nach Chicago, wo er 1904 die High School absolvierte. Nachdem er sein Studium an der Princeton University auf Grund finanzieller Schwierigkeiten abbrechen musste, wechselte er an das Lewis Institute in Chicago und erhielt 1906 ein Associate in Arts Degree. Nach seinem Studium begann Krock seine Laufbahn als Journalist, zunächst beim Louisville Herald in Louisville, später bei der Associated Press und schließlich als Washingtonkorrespondent der Louisville Times, deren Chefredakteur er 1915 wurde. 1923 wurde er Redakteur der New York World. Seine Streitigkeiten mit dem Herausgeber Ralph Pulitzer führten jedoch 1927 zu seinem Wechsel zur New York Times.
Krock war von 1932 bis 1953 Leiter des Washingtonbüros der Times und verfasste bis zu seinem Ruhestand 1966 die vielbeachtete Kolumne In the Nation. Er unterstützte den konservativen, südlichen Flügel der Demokratischen Partei: Er war gegen einen erweiterten Sozialstaat und forderte mehr Kompetenzen für die Bundesstaaten. So kritisierte er den New Deal Franklin D. Roosevelts und die Great Society Lyndon B. Johnsons sowie die zunehmende Macht von Gewerkschaften. Später attackierte er auch die Entscheidung des Obersten Gerichtshofes im Fall Brown v. Board of Education, da die Regierung weiße Eltern nicht zwingen dürfe, ihre Kinder an dieselben Schulen wie Schwarze zu schicken. Dem McCarthyismus stand er wohlwollend gegenüber. Er gehörte jedoch auch zu den frühen Gegnern des Zweiten Indochinakrieges. Ihm zufolge hatte sich das US-Militär mit diesem Auslandseinsatz überstrapaziert. Im Ruhestand verfasste Krock mehrere Bücher, darunter 1968 seine Memoiren Memoirs: Sixty Years on the Firing Line. Er verstarb 1974 in Washington.
Krock wurde für seine Arbeit als Journalist mehrfach ausgezeichnet. Er erhielt zweimal den Pulitzer-Preis für Korrespondenz, 1935 für seine Berichterstattung über den New Deal und 1938 für ein Interview mit Franklin D. Roosevelt. Zudem verlieh man ihm 1951 einen Pulitzer-Sonderpreis für ein Interview mit Harry Truman. 1955 folgte eine Pulitzer-special citation. 1970 erhielt er die Presidential Medal of Freedom von Richard Nixon.